# Лисичи острови
Лисичите острови (на английски: Fox Islands; на руски: Лисьи острова) са група острови от Алеутския архипелаг, разположени между Тихия океан на юг и Берингово море на север, съставна част на американския щат Аляска. Простират се на 450 km от Исаноцкия проток на североизток, отделящ ги от полуостров Аляска, и протока Самалга на югозапад, отделящ ги от Андреяновските острови. Включват общо 6 големи вулканични острова, 8 по-малки и множество малки островчета и скали с обща площ 11 317 km². Най-големите острови са: Унимак (4070 km²), Уналаска (2721 km²), Умнак (1777 km²), Акутан (334 km²), Акун (167 km²) и Уналга (103 km²). Бреговете им са високи, стръмни, силно разчленени от множество малки заливчета и полуострови, а релефът им е предимно планински. На островите има няколко действащи вулкана, като най-високата точка е вулканът Шишалдин (2857 m), издигащ се на остров Унимак. Растителността е представена от субарктични пасища и хвойна. През 2000 г. на островите живеят 5009 души, като най-голямото селище е град Дъч Харбър, разположено на остров Уналаска и на съседния малък остров Амакнак. На 5 септември 1741 г. видният руски мореплавател Алексей Чириков, сподвижник на Витус Беринг, открива остров Умнак, а впоследствие всички останали острови са открити и първично описани от руския морски офицер Степан Глотов (1729 – 1769) в периода от 1759 до 1762 г, който ги наименува Лисичи във връзка с множеството полярни лисици, обитаващи островите.